# Grand Prix de Fourmies 1995
La 63e édition du Grand Prix de Fourmies a eu lieu le 10 septembre 1995. Elle a été remportée par le Britannique Maximilian Sciandri.

## Classement final
Maximilian Sciandri remporte la course en parcourant les 210 kilomètres en 5 h 1 min 52 s à la vitesse moyenne de 41,74 km/h.
| \| Classement général \| Classement général \| Classement général \| Classement général \| Classement général \| \| Coureur \| Coureur \| Pays \| Équipe \| Temps \| \| ------------------ \| ------------------- \| ------------------ \| ---------------------------- \| ------------------ \| \| 1er \| Maximilian Sciandri \| Royaume-Uni \| MG Boys Maglificio-Technogym \| 5 h 01 min 52 s \| \| 2e \| Frank Vandenbroucke \| Belgique \| Mapei-GB-Latexco \| + 17 s \| \| 3e \| Rolf Sørensen \| Danemark \| MG Boys Maglificio-Technogym \| + 19 s \| \| 4e \| Wilfried Nelissen \| Belgique \| Lotto-Isoglass \| + 32 s \| \| 5e \| Jo Planckaert \| Belgique \| Collstrop-Lystex \| + 32 s \| \| 6e \| Maurizio Tomi \| Italie \| \| + 32 s \| \| 7e \| Jaan Kirsipuu \| Estonie \| Chazal-MBK-König \| + 32 s \| \| 8e \| Frédéric Moncassin \| France \| Novell \| + 32 s \| \| 9e \| Marc Patry \| Belgique \| Vlaanderen 2002 \| + 32 s \| \| 10e \| Christophe Capelle \| France \| Gan \| + 32 s \| |                     |             |                              |                 |
| |                     |             |                              |                 |
| Source : Cycling Archives |                     |             |                              |                 |
| Classement général |                     |             |                              |                 |
| Coureur | Coureur             | Pays        | Équipe                       | Temps           |
| 1er | Maximilian Sciandri | Royaume-Uni | MG Boys Maglificio-Technogym | 5 h 01 min 52 s |
| 2e | Frank Vandenbroucke | Belgique    | Mapei-GB-Latexco             | + 17 s          |
| 3e | Rolf Sørensen       | Danemark    | MG Boys Maglificio-Technogym | + 19 s          |
| 4e | Wilfried Nelissen   | Belgique    | Lotto-Isoglass               | + 32 s          |
| 5e | Jo Planckaert       | Belgique    | Collstrop-Lystex             | + 32 s          |
| 6e | Maurizio Tomi       | Italie      |                              | + 32 s          |
| 7e | Jaan Kirsipuu       | Estonie     | Chazal-MBK-König             | + 32 s          |
| 8e | Frédéric Moncassin  | France      | Novell                       | + 32 s          |
| 9e | Marc Patry          | Belgique    | Vlaanderen 2002              | + 32 s          |
| 10e | Christophe Capelle  | France      | Gan                          | + 32 s          |